# ひとりぼっちの歌
「ひとりぼっちの歌」（ひとりぼっちのうた）は、1984年6月 - 7月にNHKの『みんなのうた』で放送された楽曲である。作詞・作曲・歌：クニ河内、アニメーション：ひこねのりお。

## 概要
せっかく歌を作ったのに、その歌を一番に歌って聞かせてあげたい相手はいない。なぜならその友（あるいは恋人?）とはずっと前に喧嘩別れしてしまったから…という、友達のいない淋しさと悲哀をコミカルにうたった歌詞である。
歌唱は番組6回目の登場となるクニ河内が担当しており、2021年現在本曲が番組最後の出演となっている。
映像はひこねのりおによる4作品目のアニメーションであり、映像ではギターを背負ったゴリラが友を探すようにして原っぱを歩き回るが、見つからないままに日が暮れて夜になり、やがて朝になる様子が描かれている
キングレコードやアポロン音楽工業から発売された「みんなのうた」関連CDに収録されており、いずれもクニ河内本人の歌唱によるものが収録されている。